# Johannes Rydberg
Johannes Robert Rydberg, più conosciuto come Janne (Halmstad, 8 novembre 1854 – Lund, 28 dicembre 1919), è stato un fisico e matematico svedese.
È noto per la formula che porta il suo nome, che descrive la lunghezza d'onda delle righe nello spettro dell'atomo di idrogeno e negli atomi idrogenoidi.

## Biografia
Laureatosi in matematica presso l'Università di Lund nel 1879, vi percorse tutta la carriera accademica; fu professore straordinario di fisica nel 1901 e nominato ordinario della cattedra di fisica nel 1909.
Di particolare importanza sono gli studi sugli spettri da lui condotti per stabilire una relazione tra le frequenze ( o, reciprocamente, fra le lunghezze d'onda) corrispondenti alle righe di ciascuna serie spettrale, in modo da individuare con buona approssimazione la posizione di ciascuna riga di ogni serie.
La formula che stabilisce questa relazione costituisce un'importante estensione della formula ottenuta da Johann Jakob Balmer per il caso più semplice delle righe dello spettro visibile dell'idrogeno atomico.
Nella formula di Rydberg figura una costante, detta costante di Rydberg, il cui valore, determinato empiricamente, fu spiegato e analizzato teoricamente da Niels Bohr in base ai postulati quantistici da lui introdotti.
Gli è stato intitolato l'asteroide 10506 Rydberg.